# Emily Carter

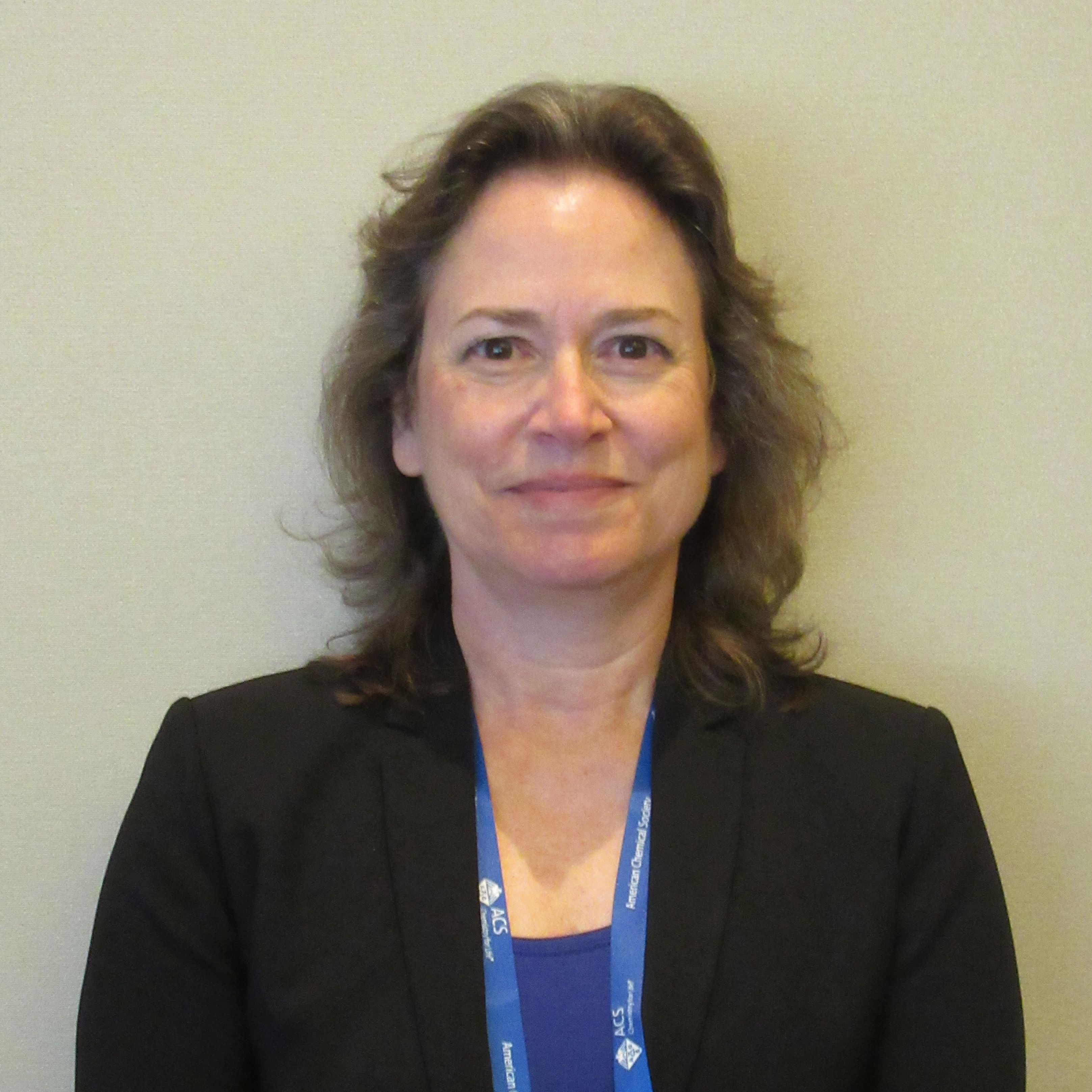
Emily Carter, 2018

Emily Ann Carter (* 28. November 1960 in Los Gatos) ist eine US-amerikanische Chemikerin, Ingenieurin und angewandte Mathematikerin. Sie befasst sich unter anderem mit theoretischer Quanten-Chemie, Oberflächenchemie, Festkörperphysik und Materialwissenschaft und in jüngster Zeit mit Anwendungen im Bereich nachhaltiger Energienutzung.
Carter studierte an der University of California, Berkeley, mit dem Bachelor-Abschluss 1982 und wurde 1987 am Caltech in Physikalischer Chemie bei W. A. Goddard mit dem Thema Finesse in quantum chemistry: accurate energetics relevant for reaction mechanisms promoviert. Ab 1988 war sie Assistant Professor und später Professor an der University of California, Los Angeles (zunächst für Chemie, dann auch für Materialwissenschaften und Ingenieurwesen). Seit 2004 ist sie Professorin an der Princeton University. Sie ist dort Gerald R. Andlinger Professor in Energy and the Environment.
Sie entwickelte Dichtefunktionalmethoden für ab initio Rechnungen in theoretischer Chemie und Festkörperphysik. Anfangs kombinierte sie ab initio Quantenchemie und Molekularer Dynamik und kinetischen Monte Carlo Simulationen, um Prozesse wie das Ätzen und das Wachstum von Siliziumkristallen zu beschreiben oder in der Chemie heterogene und homogene Katalyse. Dann entwickelte sie eine linear skalierende Orbit-freie Dichtefunktionaltheorie (OFDFT), die Systeme mit sehr vielen Atomen bis hin zu Festkörpersystemen beschreiben konnte. Sie war ein Pionier in der Entwicklung von quantenmechanischen Multi-Scale Simulationen in der Materialwissenschaft, die ohne empirische Materialgesetze auskam. Damit untersuchte sie Stoßwellen in Eisen und Spannungskorrosion in Stahl. Nachdem der Vierte Sachstandsbericht des IPCC von 2007 sie von der anthropogenen Klimaerwärmung überzeugte wandte sie ihre Forschung ausschließlich dem Ziel nachhaltiger klimaschonender Energieversorgung zu, zum Beispiel Energiegewinnung aus Sonnenlicht, Festkörperoxid-Brennstoffzellen, effiziente Verbrennung von Biobrennstoff, gewichtsoptimiertes Design für Fahrzeuge, und Verhalten von Wasserstoffisotopen in den Plasmen von Fusionsreaktoren.
Für 2017 wurde Carter der Irving Langmuir Award zugesprochen, für 2018 der ACS Award in Theoretical Chemistry. 2014 erhielt sie den Remsen Award, 2007 den ACS Award for Computers in Chemical and Pharmaceutical Research, 2015 den Joseph O. Hirschfelder Prize und 2013 den Sigillo D´Oro der italienischen chemischen Gesellschaft. Sie ist Mitglied der National Academy of Engineering, der National Academy of Sciences (2008), der American Association for the Advancement of Science und der American Academy of Arts and Sciences und Mitglied der International Academy of Quantum Molecular Science. Von 1993 bis 1995 war sie Sloan Research Fellow. 2011 hielt sie die August Wilhelm von Hofmann Vorlesung der Deutschen Chemischen Gesellschaft und 2012 wurde sie Ehrendoktor der École polytechnique fédérale de Lausanne, 2024 Auswärtiges Mitglied der Royal Society.
1994 heiratete sie Bruce Koel und sie hat einen Sohn.